# Herbert Jones

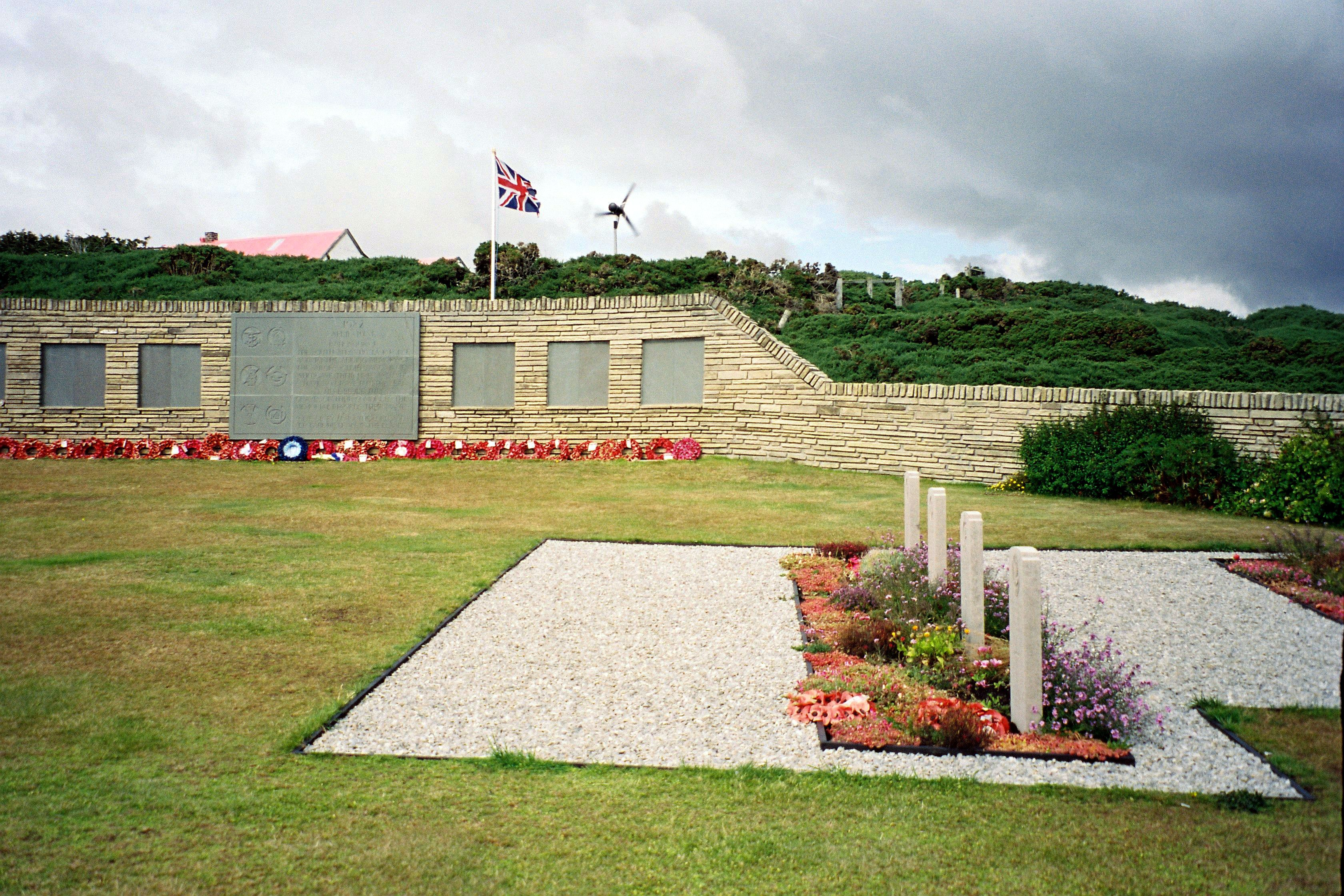
San-Carlos-Friedhof auf den Falklandinseln

Herbert Jones VC, OBE (* 4. Mai 1940 in London; † 28. Mai 1982 auf den Falklandinseln) war ein britischer Offizier.

## Karriere
Nachdem er das Eton College und die Royal Military Academy Sandhurst absolviert hatte, wurde Jones 1960 Second Lieutenant des Devonshire and Dorset Regiment (1962 Lieutenant, 1966 Captain, 1972 Major). Im Jahr 1979 wurde er Lieutenant-Colonel im Parachute Regiment, in dem er 1981 Kommandeur des 2. Fallschirmjägerbataillons (2 PARA) wurde.
Jones fiel im Falklandkrieg, als er in einer schwierigen Lage persönlich den Sturm auf eine argentinische Stellung bei Goose Green anführte. Dafür wurde ihm postum das Victoria-Kreuz verliehen. Jones wurde auf der Blue Beach Military Cemetery in San Carlos, Ostfalkland, beigesetzt. Sein Victoria-Kreuz befindet sich im National Army Museum in London.